# Anglo-irski sporazum
Anglo-irski sporazum (irski. An Conradh Angla-Éireannach) je dokument potpisan između vlade Ujedinjenog Kraljevstva Velike Britanije i Irske te izaslanstva Irske Republike kojim je završen Irski rat za neovisnost. Sporazumom je utvrđeno osnivanje Irske Slobodne Države unutar godine dana kao samoupravnoga dominiona unutar "zajednice nacija poznate kao Britansko Carstvo'' sa statusom ''jednakim onome Kanadskog Dominiona''. Sporazum je također dao Sjevernoj Irskoj, nastaloj zakonom "Government of Ireland Act" 1920. g., pravo izlaska iz Irske Slobodne Države, što je i učinila.  
Sporazum je sklopljen u Londonu 6. prosinca 1921. između predstavnika britanske Vlade (uključujući i premijera  Davida Lloyda Georgea, glavni predvodnik izaslanstva) i predstavnika Irske Republike, uključujući Michaela Collinsa i Arthura Griffitha. Irski predstavnici su bili opunomoćeni da pregovaraju u ime Irske Republike, što je britanska Vlada odbijala priznati. Glavne odrednice sporazuma su:  
- povlačenje britanskih kopnenih snaga
- stvaranje dominiona
- Kralj ostaje poglavarom države i predstavlja ga guverner-general
- članovi irskog parlamenta moraju polagali zakletvu vjernosti novostvorenoj državi i kralju
- Velika Britanija zadržava pravo upravljanja određenim brojem ratnih luka
- nova država preuzima proporcionalni udio dugova Ujedinjenog Kraljevstva
- sporazum ima prvenstvo nad budućim ustavom novostvorene države iz 1922. godine.

Prema dogovorenim uvjetima sporazum su potvrdili zasebno članovi Doma pučana Južne Irske te Britanski parlament, dok je u stvarnosti Dáil Éireann (de facto skupština Irske Republike) raspravljao i potvrdio sporazum. Kako je sporazum jedva većinski izglasan, izbio je Irski građanski rat u kojemu je pobijedila strana za sporazum. 

Irska Slobodna Država osnovana je prema dogovorenim uvjetima stupanjem njenog ustava 6. prosinca 1922. g. na snagu s kraljevskom proklamacijom.